# Dreieich Vultures
Die Dreieich Vultures sind ein Baseball- und Softballverein aus Dreieich in Hessen.

## Geschichte
Der Verein geht zurück auf mehrere Projektwochen Baseball an der Ricarda-Huch-Schule in Dreieich, die zwischen 1986 und 1992 veranstaltet wurden. Aus diesen Erfahrungen heraus erfolgte 1992 die Gründung der Dreieich Vultures. Zuerst als reiner Baseballverein gegründet, wurde 1994 erstmals eine Damenmannschaft gemeldet, die bis heute für die größten Erfolge des Vereins verantwortlich zeichnet. Von 1999 bis 2002 beherbergte der Verein auch eine Cheerleader-Mannschaft.

## Spielbetrieb

### Baseball
Seit 1992 nimmt regelmäßig mindestens eine Baseball-Mannschaft am aktiven Spielbetrieb teil. Nach mehreren Aufstiegen spielten die Dreieich Vultures von 1999 bis 2002 in der 2. Baseball-Bundesliga Süd, die man 2002 auch gewinnen konnte. Ein Aufstieg in die Baseball-Bundesliga scheiterte aber wie 2001 an einem fehlenden Baseballplatz. Auf einen Rückzug der 1. Mannschaft 2004 aus der Regionalliga folgte ab 2005 ein Neuaufbau in der Verbandsliga. 2008 spielte die 1. Mannschaft wieder in der Regionalliga Südwest.
Die Vultures konnten den Hessenpokal in den Jahren 1994 und 2001 gewinnen.

### Softball
Die Softball-Mannschaft wurde 1994 gegründet. Schon in der zweiten Saison stieg das Team von der Landesliga in die Verbandsliga auf. 2001 wurde der Aufstieg in die Softball-Bundesliga realisiert, der man von 2002 bis zum freiwilligen Rückzug in die Verbandsliga 2007 angehörte. 2008 und 2009 konnte die Mannschaft jeweils die Verbandsliga gewinnen, verzichtete aber jeweils auf das Aufstiegsrecht in die Bundesliga.
Den nur unregelmäßig ausgespielten Hessenpokal konnten die Softballerinnen der Dreieich Vultures 2000 bis 2004 sowie 2007 und 2018 gewinnen.